# Falacia del hombre de paja

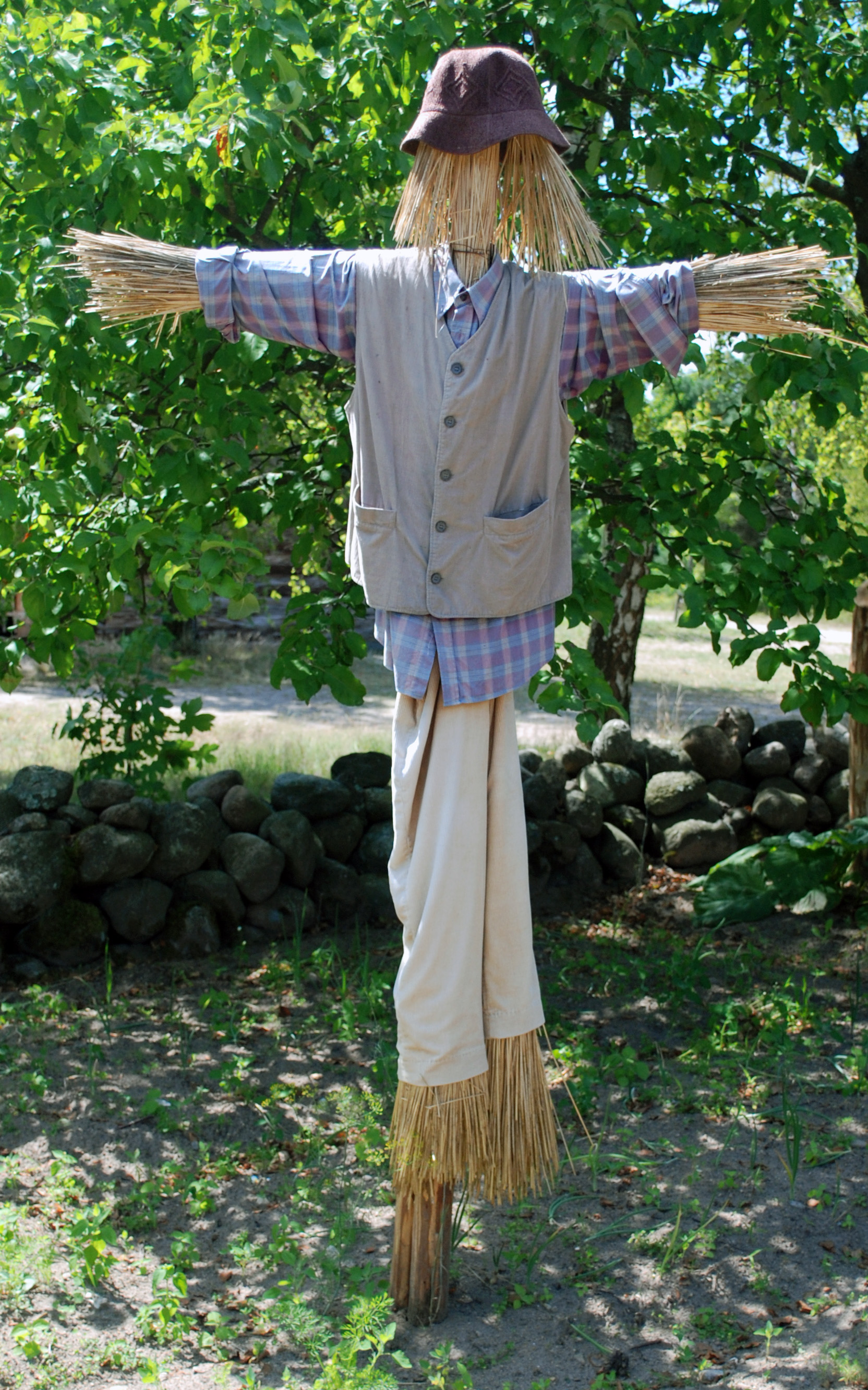
Si no miras de cerca, confundirás al espantapájaros con la postura correcta o real.

La falacia del hombre de paja, del espantapájaros o del monigote es una forma de argumento y una falacia informal por la que se da la impresión de refutar un argumento, pero se hace a través de una idea que no va en la línea de  argumentación de la discusión, por lo que no se refuta debidamente el tema de fondo. Se dice que quienes se involucran en esta falacia, en realidad están «atacando a un hombre de paja». El nombre proviene de los monigotes medievales para entrenamiento militar, donde el argumento falaz es figurativamente colocado como un oponente más fácil de vencer que el argumento original.
El típico argumento de un hombre de paja es crear la ilusión de haber refutado o derrotado completamente la proposición de un oponente, mediante el reemplazo encubierto de esta por una proposición diferente, y la subsiguiente refutación de ese falso argumento en lugar de atender a la proposición de su oponente. Los argumentos del hombre de paja se han utilizado a lo largo de la historia en debates polémicos, particularmente en aquellos muy cargados de emociones.
Las tácticas del hombre de paja en el Reino Unido también se conocen como una «tía Sally», en alusión a un juego típico de pub del mismo nombre, donde los clientes arrojan palos o listones a un poste para golpear una bola que se balancea en la parte superior.

## Estructura
La falacia del espantapájaros se formula con la estructura siguiente:
- La persona 1 afirma X.

- La persona 2 argumenta contra una afirmación falsamente similar Y, como si fuese un argumento contra X.

## Ejemplos
A: Creo que es malo que los adolescentes vayan solos de vacaciones.
B (refutación falaz): Obligar a nuestros hijos a quedarse encerrados en casa es perjudicial para su desarrollo emocional.
El argumento de A en ningún momento propuso que los adolescentes debían quedarse encerrados en sus casas.
A: "Los científicos suponen que los seres vivos se formaron juntos por casualidad".
Según Carl Sagan, esa formulación, fácilmente vulnerable por un crítico, «ignora deliberadamente la principal idea darwiniana: que la naturaleza avanza conservando lo que funciona y descartando lo que no».

## Aclaración
Para evitar objeciones a partir de ideas del hablante que puedan ser malinterpretadas, es recomendable anticiparse a esas objeciones (en especial si el hablante sospecha que sus palabras puedan ser usadas malintencionadamente en su contra):
- Me parece una muy buena idea que nuestros hijos vayan de campamento, pero por su seguridad deben ir acompañados de algunos adultos (o sea, no estoy en contra del viaje, sino de que vayan solos).
- Respeto sus costumbres, no estoy en contra de ellas, pero prefiero mi estilo de vida.
- No digo que se obligue a los alumnos a peregrinar el próximo sábado, solo propongo la actividad para quienes estén interesados.